# Ectobius kikensis
Ectobius kikensis es una especie de cucaracha del género Ectobius, familia Ectobiidae.

## Distribución
Esta especie se encuentra en Benín y Costa de Marfil.